# Východní katolická liturgie
Východní katolické církve katolické církve slouží liturgie pocházející z východního křesťanství, čímž se liší od většiny katolických liturgií, které se slaví podle latinského liturgického obřadu latinské církve. Některé z těchto církví sui iuris sice používají stejné liturgické obřadní rodiny jako jiné východní katolické církve a východní církve, které nejsou v plném společenství s Římem, ale každá z těchto církví si ponechává právo zavést vlastní kanonické normy, liturgické knihy a postupy pro obřadní slavení eucharistie, dalších svátostí a liturgie hodinek.
Historicky vedlo napětí mezi latinskými katolíky a těmi, kdo slouží východní liturgii, k latinizaci, omezení nebo zákazu východní liturgie v katolické církvi. Od počátku 20. století papežové podporovali používání tradičních liturgií mezi východními katolíky a delatinizaci. Další důraz na východní katolickou liturgickou praxi byl kladen během Druhého vatikánského koncilu, kdy bylo v roce 1964 vydáno Orientalium Ecclesiarum.

## Terminologie
Východní katolické církve jsou sice autonomní církve, které používají více liturgických obřadů, ale pro odlišení od latinské církve a jejích latinských liturgických obřadů se jim říká souhrnně „církve východního obřadu“. Termín „obřad“ se používal také pro označení partikulárních církví sui iuris; dekrety II. vatikánského koncilu Orientalium Ecclesiarum z roku 1964 upřesnily, že v katolickém kontextu se „obřad“ vztahuje na konkrétní „liturgii, církevní disciplínu a duchovní dědictví“ dané skupiny křesťanů.:369–370 Stále častěji se termín „obřad“ považuje za vhodnější pouze tehdy, když se hovoří o rodinách liturgických ritů:63 nebo o obřadním slavení eucharistie, jiných svátostí a liturgických hodinek.:375–376
Některé liturgické obřady používané východními katolíky mají více názvů, a to jak v rámci jedné církve, tak pro odlišení používání téhož obřadu různými církvemi. Například v kontextu melchitské řeckokatolické církve se byzantský obřad nazývá také „řecký obřad“, zatímco melchitská bohoslužba podle tohoto obřadu se nazývá také „melchitský obřad“. Kromě toho lze specifickou verzi byzantského obřadu používanou melchity označit jako melchitskou „recensi“ tohoto obřadu; termín „použití“ se pro tento pojem používá také mezi jinými východními katolíky, například u maronitské církve jako obměna západosyrského obřadu.:xv

## Historie

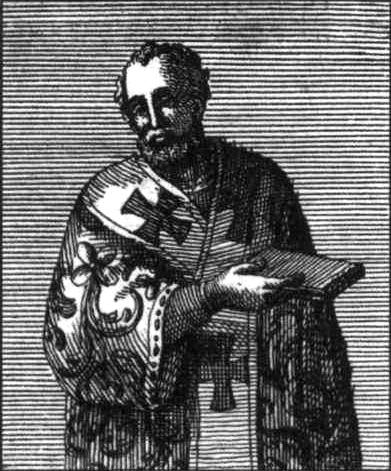
Michail Rahoza, zastánce sjednocení pravoslavných křesťanů a katolíků

Byzantský ritus se pravidelně používal na územích sousedících s tradičně latinskými liturgickými oblastmi na jihu Apeninského poloostrova a na Sicílii po celé první tisíciletí, což bylo důsledkem helenizace klášterů a politických rozporů. Tato linie byzantské rituální praxe v rámci latinských diecézí přežívala v Reggio di Calabria až do počátku 18. století, ale postupně byla absorbována po přílivu albánských přistěhovalců v 15. století; tato pozdější linie tvoří historický základ italsko-albánské katolické církve.
Metropolita kyjevský a celé Rusi Michail Rahoza se v posledních letech 16. století zasazoval o sjednocení pravoslavné církve s Římem podle podmínek Florentského koncilu.:406-408 Brestská unie z let 1595–1596 byla dohodou mezi rusínskými členy pravoslavné církve o rozchodu s Konstantinopolí a o vstupu do plného společenství s papežem a katolickou církví. V rámci unie, která měla politickou i náboženskou povahu, sepsali pravoslavní eparchové seznam 35 ústupků, které měly zachovat jejich byzantskou liturgickou praxi. Přijaté podmínky, zejména pokud jde o zachování byzantské liturgie a nevyžadování Filioque v rámci Nicejského vyznání víry, hodnotil historik Walter Frederic Adeney jako „pozoruhodně liberální“.:408 Rusínská uniatská církev měla patřit k tělesům vzniklým z těch, kteří se stali katolíky v rámci této unie, a vyvinula se v Ukrajinskou řeckokatolickou církev, největší východní katolickou církev.
Ostatní východní katolíci se setkali s podezíravým přístupem latinské církve k jejich liturgii a s rozsáhlým zaváděním liturgické latinizace, při níž byly latinské zvyklosti přidávány k domácímu rituálu nebo jej nahrazovaly. Mezi ně patřili maronité z Levanty a syrští křesťané z malabárského pobřeží Indie, kteří se nakonec stali syrsko-malabarskou katolickou církví. Posledně jmenovaná skupina se latinskému vnucování bránila, což vedlo ke značnému schizmatu.
V roce 1964 byl na II. vatikánském koncilu vydán dekret Orientalium Ecclesiarum. Tento dokument se snažil zlepšit jednotu jak mezi latinskými a východními katolíky, tak mezi katolickou církví a východními křesťanskými církvemi, přičemž kladl nový důraz na charakteristické prvky jednotlivých tradic.:365 Tyto prvky zahrnovaly nejen liturgii, ale také kanonické právo a autonomní správu. Z dekretu těžila věda o východní katolické spiritualitě a liturgii, což vedlo k tomu, že někteří východní katolíci „znovu objevili svá vlastní charakteristická liturgická roucha a úkony.“ Orientalium Ecclesiarum se také snažilo napravit „znetvoření“, která vznikla ve východní katolické liturgii v důsledku latinizace a etnických zájmů; Bonifác Luykx 30 let po koncilu hodnotil tyto snahy jako neúplné.:377, 384 Proces obnovy východokatolického dědictví byl podpořen pokoncilním Kodexem kánonů východních církví – obsahujícím revidované východokatolické kanonické právo – a Instrukcí pro uplatňování liturgických předpisů Kodexu kánonů východních církví z roku 1996, která poskytla návod k dalšímu provádění cílů popsaných v Orientalium Ecclesiarum.

### Latinizace a delatinizace
Hlavní článek: Liturgická latinizace
„Latinizace“ byl obecný název pro snahy upravit východní katolickou praxi „duchem, zvyklostmi a prioritami latinské liturgie a teologie“. Tyto procesy byly někdy východním katolíkům vnucovány latinskými autoritami, i když nebylo neobvyklé, že se někteří východní katolíci latinizovali sami.
Navzdory dlouhodobým tvrzením členů maronitské církve bylo společenství mezi Římem a maronity od jejich vzniku v 6. století až do 12. století nedůsledné. Po stabilizaci přijímání byla západosyrská liturgie maronitské církve postupně upravena tak, aby odpovídala liturgii a normám římského ritu; praxe přijímání nemluvňat byla zakázána papežem Benediktem XIV. Maronitské liturgie v podobě, v jaké existovaly na počátku 20. století, byly touto latinizací považovány za „znetvořené“ a od ostatních východních katolických liturgií se odlišovaly výrazným přizpůsobením formám římského ritu.
S příchodem Portugalců na malabarské pobřeží se objevily snahy o začlenění domorodých křesťanů svatého Tomáše do latinské církevní struktury Padroado. Výsledkem snah Padroado, podpořených jezuitskými misionáři, byla synoda v Diamperu v roce 1599. Synoda zakázala původní praxi východosyrského obřadu – tato praxe pravděpodobně úzce souvisela s praxí asyrských Chaldejců – a podřídila svatotomášské křesťany latinským ordinářům. Odpor vůči tomuto uspořádání podnítil v roce 1653 přísahu Coonan Cross a založení malankarské církve.
Zatímco někteří křesťané ze Svatého Tomáše zůstali ve společenství s Římem nebo se do něj krátce po přísaze z roku 1653 vrátili, jiní se připojili k malankarské církvi, která se sama rozdělila na několik církví, z nichž některé byly ovlivněny syrskou pravoslavnou církví nebo s ní byly ve společenství. Snahy syromalabarských katolíků z konce 19. století o dosažení větší církevní a liturgické autonomie nevedly k jejich podřízení chaldejské katolické církvi, ale vyústily ve vytvoření papežské komise v roce 1934, která měla vytvořit odlatinizovaný pontifikál. Tento proces delatinizace postupně pokračoval za odporu značné části syromalabarské církve. Debata i nadále rozděluje církev. Také ve 20. století, kdy vznikla Syromalankarská katolická církev pro křesťany svatého Tomáše konvertity z malankarské pravoslavné syrské církve – dříve ve společenství se syrskými pravoslavnými –, která používala malankarskou verzi západosyrského obřadu, se objevily snahy o řešení latinizace uvnitř této církve, což někdy vedlo ke zvýšeným rozporům mezi nimi a latinskými katolíky v Indii.
Na synodě v Zamośći v roce 1720 rusínská uniatská církev jednostranně schválila „latinizační“ úpravy své Božské liturgie, aby zdůraznila jednotu s latinskými katolíky. Tyto úpravy zahrnovaly vložení Filioque do vyznání víry a připomínku papeže v ektenii. Ruští pravoslavní komentátoři tento krok ostře kritizovali, zatímco pozdější katolická kritika poukazovala na nezměněné byzantské liturgie melchitů, italsko-albánských a rumunských řeckokatolíků jako na důkaz, že revize z roku 1720 nebyly nutné. Latinizace provedené synodou byly také postaveny do kontrastu s pokyny popsanými v rámci Orientalium Ecclesiarum.:377 Latinizace byzantského obřadu pokračovala v následujících stoletích v Evropě i ve Spojených státech vlivem latinské církve. V případě ukrajinské řeckokatolické církve ve Spojených státech byla latinizace zpomalena v průběhu 20. století příchodem vzdělaných domácích duchovních a zvýšením nezávislosti, zejména po zesílení represí vůči ukrajinské řeckokatolické církvi v Sovětském svazu v letech 1945–1946. Tyto delatinizační tendence pokračovaly i v padesáti letech po Druhém vatikánském koncilu.
Forma anafory Addaie a Mariho, východosyrské anafory, byla upravena pro použití východními katolíky. V anafoře tradičně chyběla výslovná slova ustanovení – „Vezměte a jezte, toto je mé tělo... Vezměte a pijte, toto je má krev... To čiňte na mou památku“ –, která katolická církev dlouho považovala za nezbytná pro konsekraci eucharistie; do katolické verze anafory bylo zavedeno výslovné líčení konsekrace. Tato záležitost se stala ekumenickou překážkou mezi asyrskou církví Východu a chaldejskou katolickou církví. Papežská rada pro podporu jednoty křesťanů nakonec vydala prohlášení, že neupravená anafora Addaie a Mariho bez narativu o ustanovení implicitně konsekruje eucharistii. Díky tomu mohla Kongregace pro nauku víry v roce 2001 formálně schválit vzájemné přijímání k eucharistii mezi chaldejskými katolíky a Asyřany. Toto rozhodnutí se setkalo s kritikou některých tradicionalistických latinských teologů a církevních představitelů. Chaldejské eucharistické liturgie – jako například ta, kterou slavil papež František během své návštěvy Iráku v roce 2021 – se stále slaví se slovy ustanovení a dokument z roku 2001 vybízí duchovní Asyrské církve Východu, aby je při účasti Chaldejců zařazovali.

## Praxe

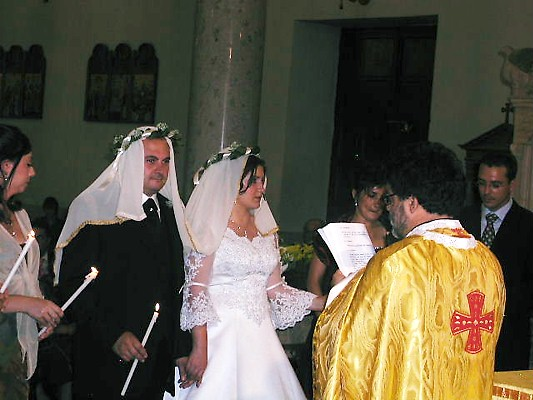
Sňatek s korunovací na katolické svatbě byzantského obřadu

I když se východní katolické liturgie liší, slavené obřady mají obecně odpovídající liturgie v latinském liturgickém obřadu a v ostatních východních obřadech. Například eucharistické slavení mše v latinském ritu je analogické božské liturgii byzantského a alexandrijského liturgického ritu, sv. Qurbonu (svatá oběť) západosyrského ritu, sv. Qurbanu (svatá oběť) východosyrského ritu a eucharistickým slavením arménského ritu. Stejně jako existují latinské kanonické hodiny podle textů včetně římského breviáře a liturgie hodin, existují i formy v jednotlivých formách východní katolické liturgie. Tyto a další obřady jsou obvykle obsaženy ve schválených liturgických knihách.
Slavení specifické katolické svátostné liturgie je povoleno pouze těm duchovním, kteří jsou kanonicky oprávněni používat daný formulář. Proto mohou podle daného obřadu slavit pouze duchovní určité církve, která jej používá, s výjimkami mezi kněžími s birituálními fakultami, kteří obdrželi kanonické schválení slavit podle více forem. Jak latinští, tak východní katoličtí duchovní mohou mít birituální fakulty; dříve, než bylo stanoveno, že liturgie latinské církve musí být slouženy v místním jazyce, slavili birituální latinští duchovní včetně biskupa Fultona J. Sheena východní katolické liturgie v místním jazyce. Účast a přijímání eucharistie je povoleno mezi všemi katolíky na všech katolických liturgiích bez ohledu na to, ke které konkrétní církvi je člověk kanonicky příslušníkem; účast na východokatolické eucharistické liturgii je splněním latinské nedělní povinnosti.

### Alexandrijský ritus
Hlavní články: Alexandrijský ritus a Koptský ritus
Alexandrijský ritus, který pochází z liturgie svatého Marka, byl ovlivněn mnoha dalšími rity, zejména byzantským ritem. Alexandrijský liturgický ritus používá koptská katolická církev (která se řídí koptským ritem), etiopská katolická církev a eritrejská katolická církev; ta se od etiopské katolické církve oddělila v roce 2015. Zatímco koptština – jazykový nástupce staroegyptštiny – se v koptské liturgii dlouho používala, arabština ji v běžné praxi nahradila na počátku 20. století. V roce 1906 koptští katolíci sloužící kanonické hodinky podle Agpeje tak oficiálně konali v arabštině.:140, 146 Etiopské liturgie využívaly jako liturgický jazyk ge'ez a následně se někdy označují jako ge'ezský obřad.
Současné katolické eucharistické liturgie alexandrijského obřadu obsahují jen málo z původní liturgie svatého Marka, s výjimkou anafory, kterou v koptském obřadu složil Cyril Alexandrijský. Používají se také liturgie připisované Basilovi z Cesareje a Řehoři Naziánskému. V etiopské katolické církvi je nejrozšířenější Cyrilova anafora, která je také známá jako Liturgie dvanácti apoštolů; etiopští katolíci slouží bohoslužbu podle 14 anafor.:156 Etiopská katolická církev také slouží některé liturgie podle latinské praxe; téměř úplná latinizace Papežské etiopské koleje byla bodem rozkolu mezi etiopskými katolíky a Římem.:155 Katolické oltářní nádoby obřadu Ge'ez byly podobně latinizovány a vyvinulo se hybridní schéma používání nekvašeného chleba při liturgii odpovídající čtené mši, zatímco při liturgii odpovídající slavnostní mši se používá chléb kvašený; v Eritreji bylo všeobecným zvykem používat nekvašený chléb jako v latinské praxi.:156 Pro katolickou ge'ezskou eucharistickou liturgii je unikátní recitace upravené formy Zdrávas Maria.:157
U koptských katolíků se Agpeja (také překládaná jako al-Agbieh) skládá ze sedmi hodin, s extra večerním obřadem „zahalení“ (as-Satar) pro duchovní. Noční modlitba se skládá ze tří nokturen, z nichž každá obsahuje dvanáct žalmů a evangelium, po každé následují troparia, modlitby a vyznání víry. S výjimkou ranní hodinky (primy) al-Baker s devatenácti žalmy je v ostatních hodinách vždy dvanáct žalmů.:146 Katolická bohoslužba Ge'ez je téměř celá složena ze žalmů s krátkými básněmi.:160 Existuje také ge'ezské mariánské oficium.:156
Na počátku 20. století používali etiopští katolíci překlady římského rituálu a římského pontifikálu v jazyce ge'ez.:156 Sňatek mezi koptskými katolíky zůstal obřadem  svatební korunovace, zatímco Etiopané přijali praxi římského ritu.:148, 160 Křest novorozenců mezi koptskými katolíky je zdlouhavý obřad, který zahrnuje pomazání dítěte olejem katechumenů a po němž bezprostředně následuje biřmování dítěte.:146–147 Obřady svěcení se u koptských katolíků liší mezi nižšími svěceními a svěceními pro jáhny, kněze a biskupy; kandidáti jáhenského a kněžského svěcení přijímají dvakrát vložení pravé ruky světícího biskupa na hlavu, zatímco kandidáti biskupského svěcení přijímají dvakrát vložení na ramena a předloktí, po němž světící biskup dýchá na jejich tvář.:147

### Arménský ritus
Hlavní článek: Arménský ritus

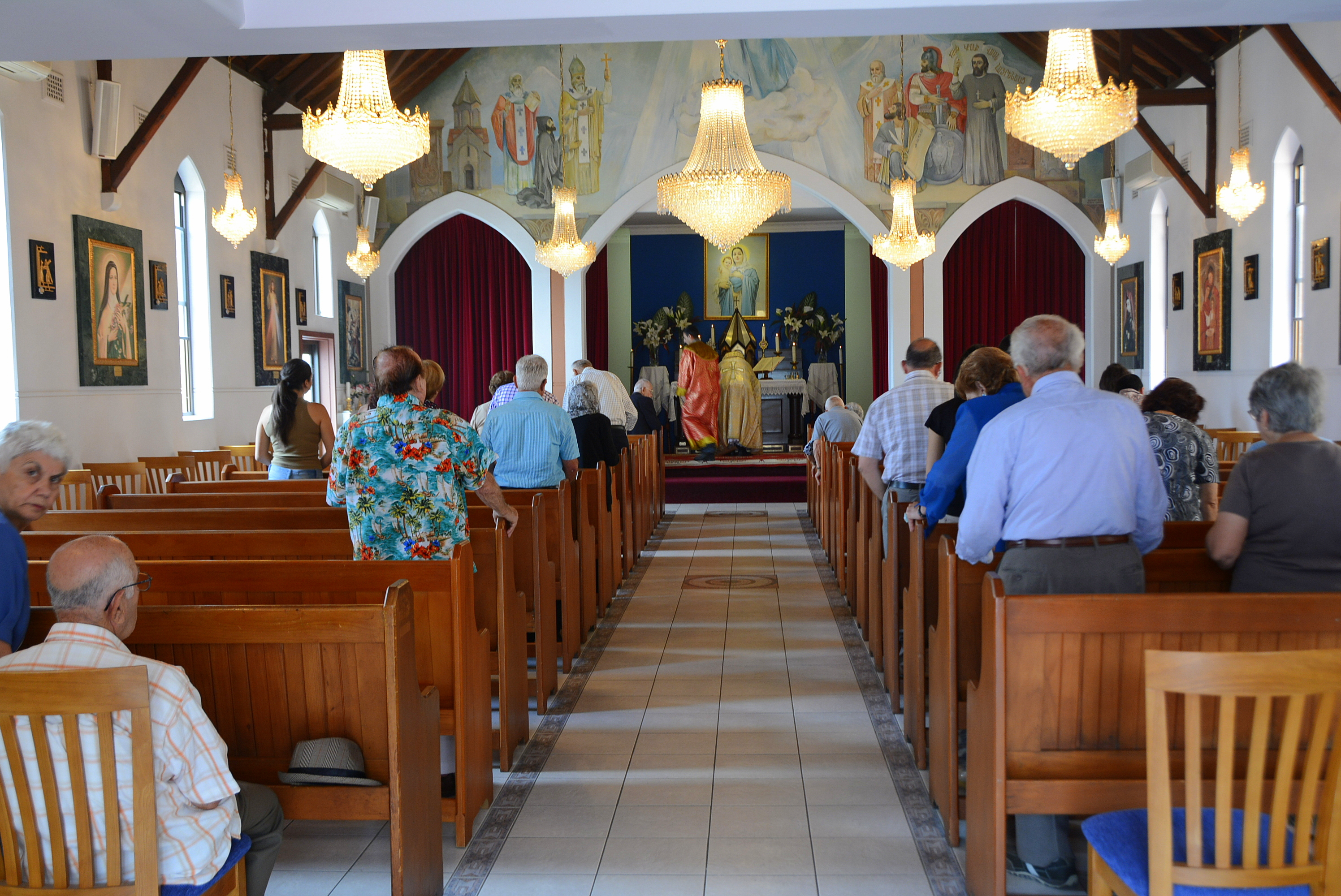
Arménská katolická liturgie v Sydney, 2015

Jediná východní katolická církev, která slouží bohoslužby podle arménského ritu, Arménská katolická církev, slaví ve svém tradičním liturgickém jazyce, klasické arménštině. Jedná se o rozvinutí původně řecké liturgie svatého Basila s atributy upravenými podle antiochenského vzoru. Další modifikace, které jsou pro arménský ritus používaný východními katolíky jedinečné, lze vysledovat v důsledku latinského vlivu během křížových výprav. Některé dlouho existující komunity arménských katolíků v Evropě mají unikátní obřadní praxi zcela oddělenou od arménského ritu ve všem kromě jazyka.:45–46
Arménská katolická bohoslužba je rozdělena na devět hodin. Každá z těchto hodin je spojena s určitou pobožností, mimo jiné ke třem osobám Nejsvětější Trojice, a skládá se především ze žalmů, proměnlivých hymnů známých jako kanony a dalších modliteb. Žalmy jsou rozděleny do sedmi skupin pro každý den v týdnu. Některé z kanonů jsou připisovány Nersesovi IV. milostivému, zatímco některé modlitby jsou připisovány Janu Mantagunimu.:219 Mantagunimu se připisuje sestavení velké části arménského katolického Božského officia. Recitace Božského officia je mezi arménskými katolickými duchovními vyžadována od roku 1911.:220
Eucharistická liturgie se tradičně slavila tichým, téměř neslyšitelným hlasem, zatímco sbor nebo lid zpíval, pouze své modlitby zakončoval nahlas. Arménští katolíci slouží bohoslužbu pouze s jedinou anaforou.:45 Liturgie začíná tím, že si celebrant umývá ruce a přitom recituje žalm 25.:213 Hymny zpívané sborem a lidem se řídí ročním obdobím nebo svátkem;:214 kalendář obsahuje pouze sedm svátků s pevným datem, ostatní připadají na neděli.:221
Formální slavení posledního pomazání bylo dlouhé a vyžadovalo přítomnost sedmi kněží, ale ve 14. století se tato plná služba v nekatolické arménské apoštolské církvi přestala používat. Z praktických důvodů arménští katolíci do 20. století přijali formuli udílení pomazání podle římského ritu. Stejně jako v jiných východních liturgických obřadech je součástí sňatku obřad korunovace.:221

### Byzantský ritus
Hlavní článek: Byzantský ritus

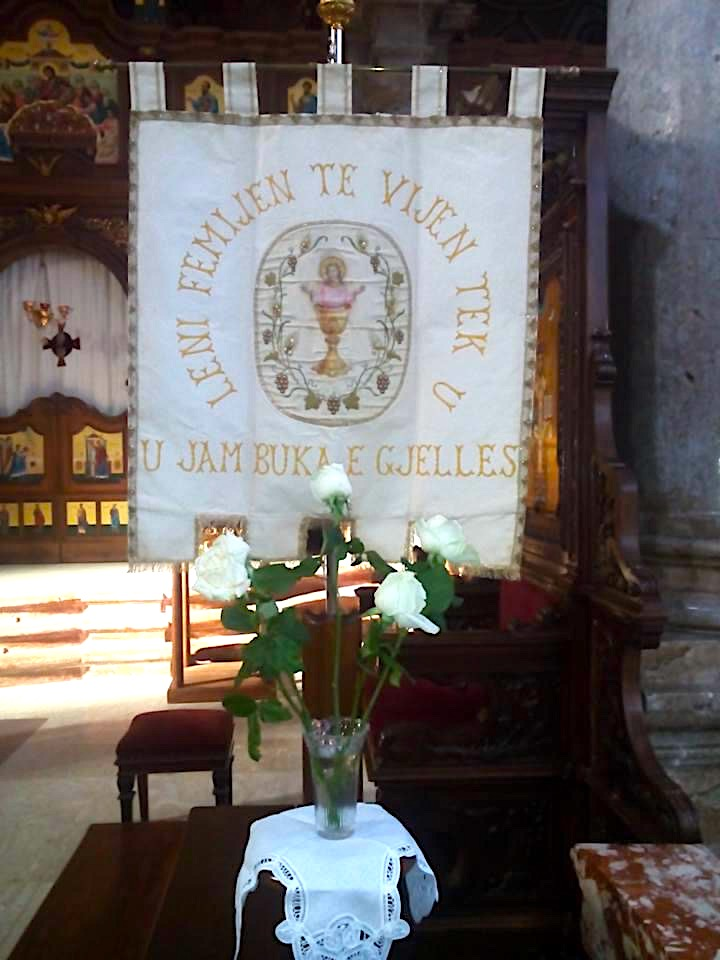
Italsko-albánská církev uspořádala první zpověď dětí

Většina východních katolíků se modlí podle byzantského ritu, který používají i mnohé církve sui iuris. Byzantský ritus sice sdílí některé prvky s latinským ritem, ale vyvinul se na základě používání řečtiny, která je mateřským jazykem těch, kdo se modlí podle tohoto ritu, na rozdíl od latiny, která je pro mnohé západní věřící „neznámým jazykem“.:278 Toto používání místního jazyka se v průběhu staletí rozšířilo i na další jazyky, ale řečtina se nadále používala při příležitostných slavnostních liturgiích i mezi těmi, kdo jí pravidelně nemluvili. Stejně jako ve východní pravoslavné církvi se byzantský ritus, jak jej používají východní katolíci, vyvinul nejprve z liturgie svatého Jakuba, ritu vyvinutého v Jeruzalémě a Antiochii, který byl později modifikován do liturgie svatého Jana Zlatoústého a svatého Basila.
Při eucharistické liturgii, známé jako božská liturgie, se přijímání liší od latinské praxe, v níž bylo tradiční přijímat pouze Tělo přímo na vyplazený jazyk. Byzantská praxe obvykle nařizuje, aby celebrant držel roušku kalicha pod bradou komunikanta a oba eucharistické prvky – Tělo, které bylo ponořeno liturgickým nožem zvaným kopí do Krve – se podávají liturgickou lžičkou do úst komunikanta. Liturgie svatého Jana Zlatoústého a Liturgie svatého Basila mají podobné modlitby a vzory pro účastníky, ale Liturgie svatého Basila obsahuje delší modlitby, které celebrant přednáší potichu. Božská liturgie se neslaví v „dny přísného postu“, jako jsou ty během Velkého postu před Paschou. V těchto dnech se slaví slavnostní večerní bohoslužba, liturgie předem posvěcených darů. Liturgie předem posvěcených darů neobsahuje žádné svěcení, ale spíše nešpory, po nichž následuje rozdávání předem posvěceného přijímání.
Byzantská hudba je považována za kulturně cennou součást katolického byzantského ritu, zejména díky rostoucímu počtu chorálních skladeb v posledních dvou stoletích. Mezi nejvýznamnější byzantské katolické hudební tradice patří tradice Rusínů a Ukrajinců, s nimiž má mnoho společného tradice řeckokatolické církve v Chorvatsku a Srbsku. V rámci několika byzantských liturgických hudebních tradic se odlišují rozdíly v rytmu – zejména mezi těmi, kteří slaví v řečtině, a těmi, kteří slaví ve slovanském jazyce.:46–47

### Východosyrský ritus
Hlavní článek: Východosyrský ritus
Východosyrský obřad používají chaldejští a syromalabarští katolíci. Někdy se mu říká chaldejský obřad, který navazuje na antiochijskou praxi a tradičně se slavil v syrštině. Liturgie, jak ji slouží chaldejci, se vyvinula z Edessy (dnešní Urfa) a je téměř celá v syrštině; biblická čtení a další drobné části se říkají v lidovém jazyce.:162 Tradiční chaldejská katolická architektura umisťuje svatostánek a oltář za pevnou stěnu se třemi dveřmi, které mohou být zakryty závěsy.:163 Podobně osobitá je i tradiční syromalabarská liturgická architektura, většina ostatních prvků však byla po dlouhou dobu latinizována.:185
Eucharistické liturgie chaldejských a syrsko-malabarských katolíků, ačkoli obě ještě patří k východosyrskému ritu, získaly před 20. stoletím významné latinské prvky; významné části chaldejské anafory byly přímo převzaty z římského kánonu, protože historické „posvěcení“ se ztratilo.:175, 185 Jediná anafora, liturgie Addai a Mari, byla dlouho používána syromalabarskými katolíky.:186 Od II. vatikánského koncilu někteří syromalabarští zavedli postoj celebranta versus populum, který byl široce přijat v rámci řádné formy římského ritu, na rozdíl od tradičního ad orientem, což vedlo k neshodám uvnitř církve sui iuris a k odvoláním do Vatikánu.
Chaldejští katolíci mají tři kanonické hodinky: Ramsha (obdoba nešpor), Lilya (noční oficium) a Sapra (obdoba matutina). V průběhu týdne se recituje celý Žaltář spolu s hymny a modlitbami, z nichž mnohé napsal Efrém Syrský, a o nedělích a svátcích se v Sapře zpívá Gloria in excelsis Deo. Od Nanebevstoupení Páně do listopadu se zpívá na nádvoří, nikoliv v kostele.:239

### Západosyrský ritus
Hlavní články: Západosyrský ritus a Malankarský ritus
Západosyrská liturgie pochází z liturgie svatého Jakuba a je používána maronitskou církví, syrskou katolickou církví a syrsko-malankarskou katolickou církví. Ovlivnila také byzantské, východosyrské a arménské rituální rodiny. Syrská katolická církev historicky používala sedm anafor a maronitská církev osm, přičemž ta druhá včetně novější společné formy vychází z římského kánonu. Tyto liturgie se tradičně slaví v syrštině.:114–115, 140 Syrsko-malankarské užívání západosyrského obřadu, známé jako malankarský ritus, bylo chápáno jako méně modifikovaná forma obřadu vzhledem k liturgiím syrských katolíků a maronitů; eucharistická adorace ve formě výstavu a požehnání spolu s křížovou cestou byla zavedena koncem 30. let 20. století.:199
Syrská katolická církev tradičně nepoužívala koncelebraci při svých eucharistických liturgiích - i když na Zelený čtvrtek se mohlo na společném improvizovaném oltáři slavit několik liturgií současně – a svou formu liturgie posvěcených darů slavila pouze na Velký pátek. Během standardní liturgie bylo typické, že kněz vstoupil do svatostánku bez roucha, aby pronesl přípravné modlitby, poté zatáhl oponu, oblékl se do roucha v sakristii a oponu stáhl.:171 Kněžské pozdravení pokoje bylo popsáno jako vzhledově podobné římskému nebo fašistickému pozdravu.:172 Božské oficium – rozdělené do sedmi hodin – se skládá převážně z poezie a hymnů, přičemž v některých částech nejsou žalmy. Křest a biřmování se slaví ve stejné liturgii; manželství je rozděleno na obřad žehnání prstenů, po němž následuje tajina svatební korunovace.:177–178
Maronitská církev – podobně jako italsko-albánská byzantská církev – používá východní katolickou liturgii bez přímé nekatolické obdoby.:11 Maronitská liturgie a většina rouch byla silně ovlivněna římskými zvyklostmi, i když po II. vatikánském koncilu byly některé z nich odstraněny.:171, 188–189 Maronitská eucharistická liturgie je známá jako Qurbono nebo Qorbono v syrštině, Quddas v arabštině a Svaté tajemství oběti v angličtině. Nasrallah Boutros Sfeir, maronitský patriarcha z Antiochie, popsal maronitské Qurbono jako „vyznačující se jednoduchostí, jasností a aktivní účastí shromáždění.“ Mezi několika málo anaforami obsaženými v prvních tiscích Qurbono v Římě v letech 1592–1594 byl i „Šarrar“ připisovaný svatému Petrovi; ten byl v pozdějších latinizovaných tiscích vypuštěn. Přinejmenším do konce 17. století bylo standardem, že se maronitské Božské oficium (syrsky Shehimto) veřejně odříkávalo v klášterech za účasti laické veřejnosti; pozdější latinizace podnícená maronitskou kolejí v Římě a změnami životního stylu způsobily, že se Božské oficium stávalo stále více soukromou záležitostí. Ve 20. století se objevily určité snahy o začlenění většího počtu veřejných slavení oficia. Slavnostní proprium pro Qurbono i Shehimto je obsaženo ve Fenqitho; modlitby obsažené v Qurbono jsou uvedeny v jitřní modlitbě Safro.

## Současné obřady
| Rozšíření |
| --- |
| - Byzantský ritus - Melchitská recenze - Rusínská recenze - Slavonská recenze - Slovenský ritus - Západosyrský ritus - Malankarský ritus - Maronitské použití - Východosyrský ritus - Chaldejský ritus - Syromalabarský ritus - Arménský ritus - Alexandrijský ritus - Koptský ritus - Ge'ezský ritus |